# 弗吉尼亚级核潜艇

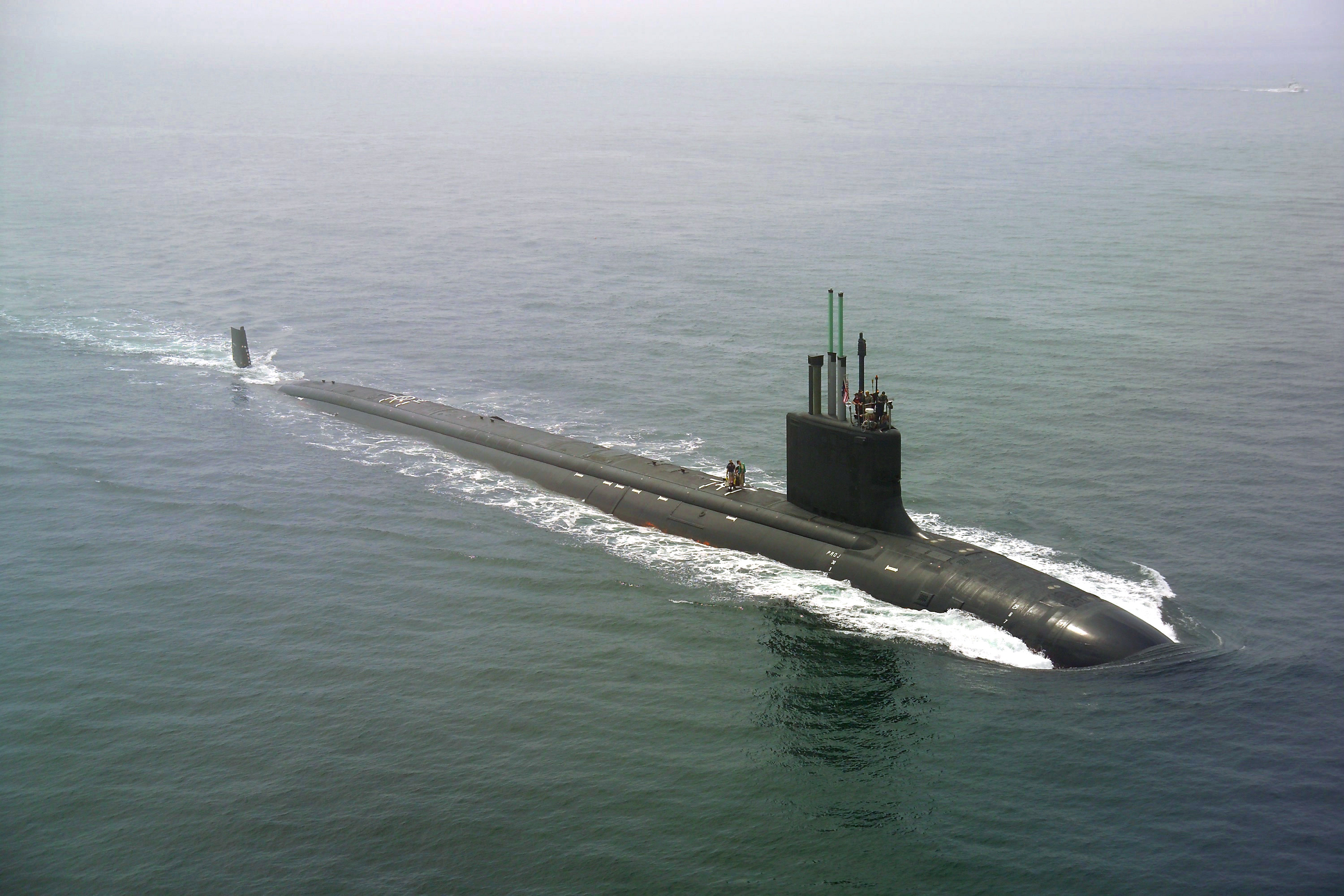
維吉尼亞級首號艦：SSN-774維吉尼亞號核動力攻擊潛艦

維珍尼亞級核動力攻擊潛艇（Virginia-class submarine，又稱774級）是美國海軍第一艘同時針對大洋和近海兩種功能設計的核子潛艇。維珍尼亞級是美國海軍新型攻擊潛艇計畫（New Attack Submarine, NSSN，計畫原名「百夫長」Centurion）的具體產出成品，以作為冷戰時代海狼級潛艦的低成本取代方案。維珍尼亞級成軍後預計取代洛杉磯級潛艇，均由紐波特紐斯造船、通用動力電船兩家造船廠聯合建造。
美國海軍計劃持續建造維珍尼亞級至2043年，並服役至2060年後，部份後期建造的潜艇將服役至2070年。
2023年，澳洲皇家海軍宣布向美國購入3艘維珍尼亞級。如果SSN-AUKUS的研發工作出現延误，將會增購2艘。首2艘是美軍正在使用的潛艇，預計在2032和2035年出售。維珍尼亞級的設計壽命是33年，澳洲接收的二手潛艇則預計有6至15年的剩餘壽命。第3艘是專為澳洲生產的新潛艇，不帶載荷模組（Virginia Payload Module），預計在2038年交付。

## 創新科技
維吉尼亞潛艦有許多創新，如光電桅杆，它用一對在壓力殼外的大型的光纖光學感應器取代傳統的潛望鏡，每個高解析度攝影機都有夜視強化和紅外線雷射偵蒐器，配合整體電子支援陣列，所有資訊由光纖線路傳到信號處理器再到控制中心。潛艦還配有喷水推进器，能減少噪音及空穴現象。

## 建造過程與爭議

### 成本並未降低
根据项目计划，維吉尼亞要取代海狼級潜艇和更早的洛杉矶级潜艇，成为美国下一代潜艇主力。计划每艘造价20億美金（因为苏联解体和经费削减，海狼级只建了三艘就停止了，造价每艘高达30億美金），為了降低成本，維吉尼亞級使用許多組合可替換式部件，尤其是電腦和網路系統方面，然而實際上造價卻達到23億美金。得知消息後，美國眾議院和參議院組織了調查委員會和專家證人小組，前去評估目前的採購計畫，結論是為了2012年前從每年一艘加快到兩艘的計畫，導致成本大增，連帶後續可建船數也減少。2005年3月10日國會研究處的Ronald O'Rourke對眾議院軍事委員會發言表示「現有的潛艦生產經濟效益之狀態將會持續，若是更動，結果更糟。」

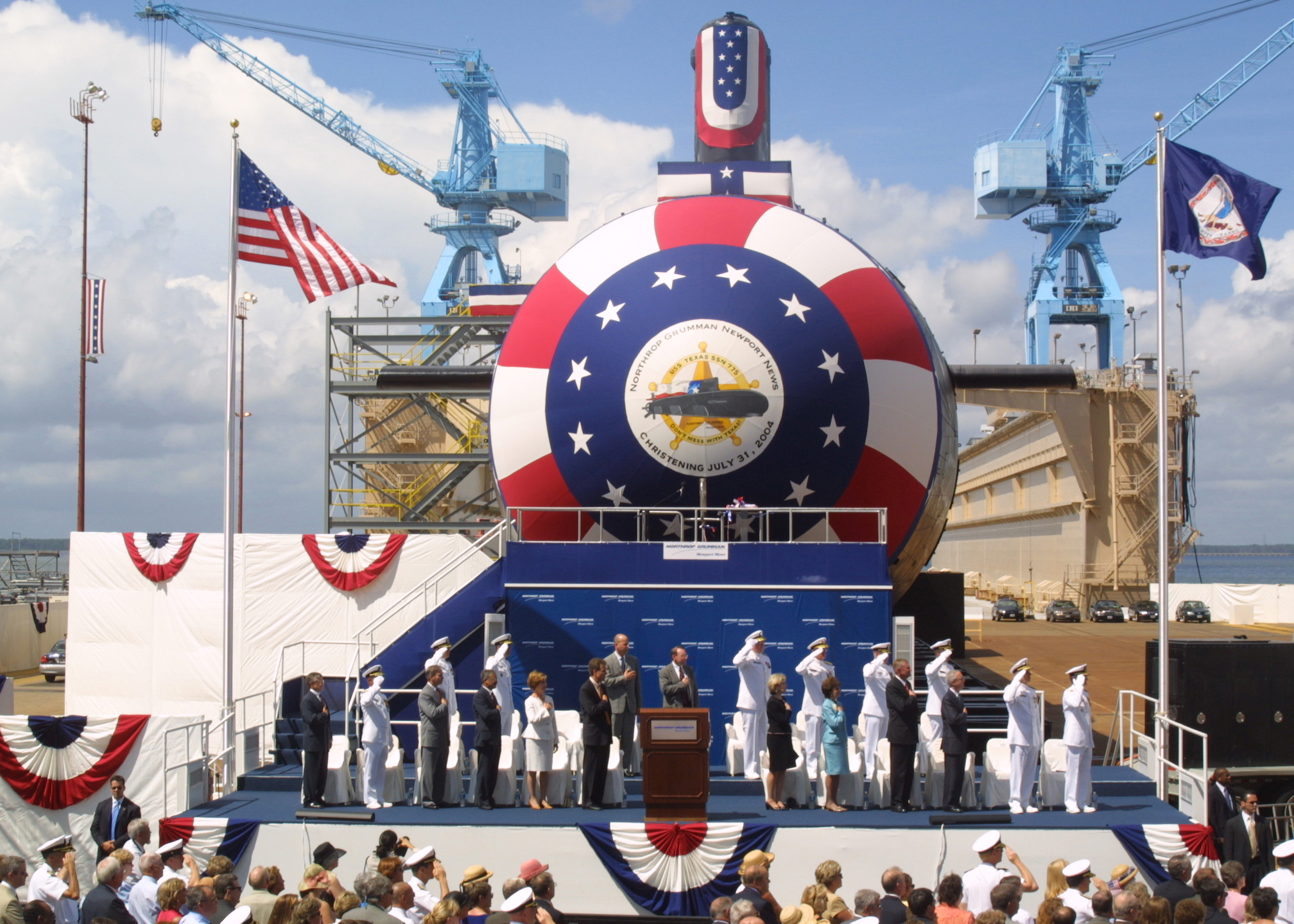
首次公開展示情況（SSN-775）

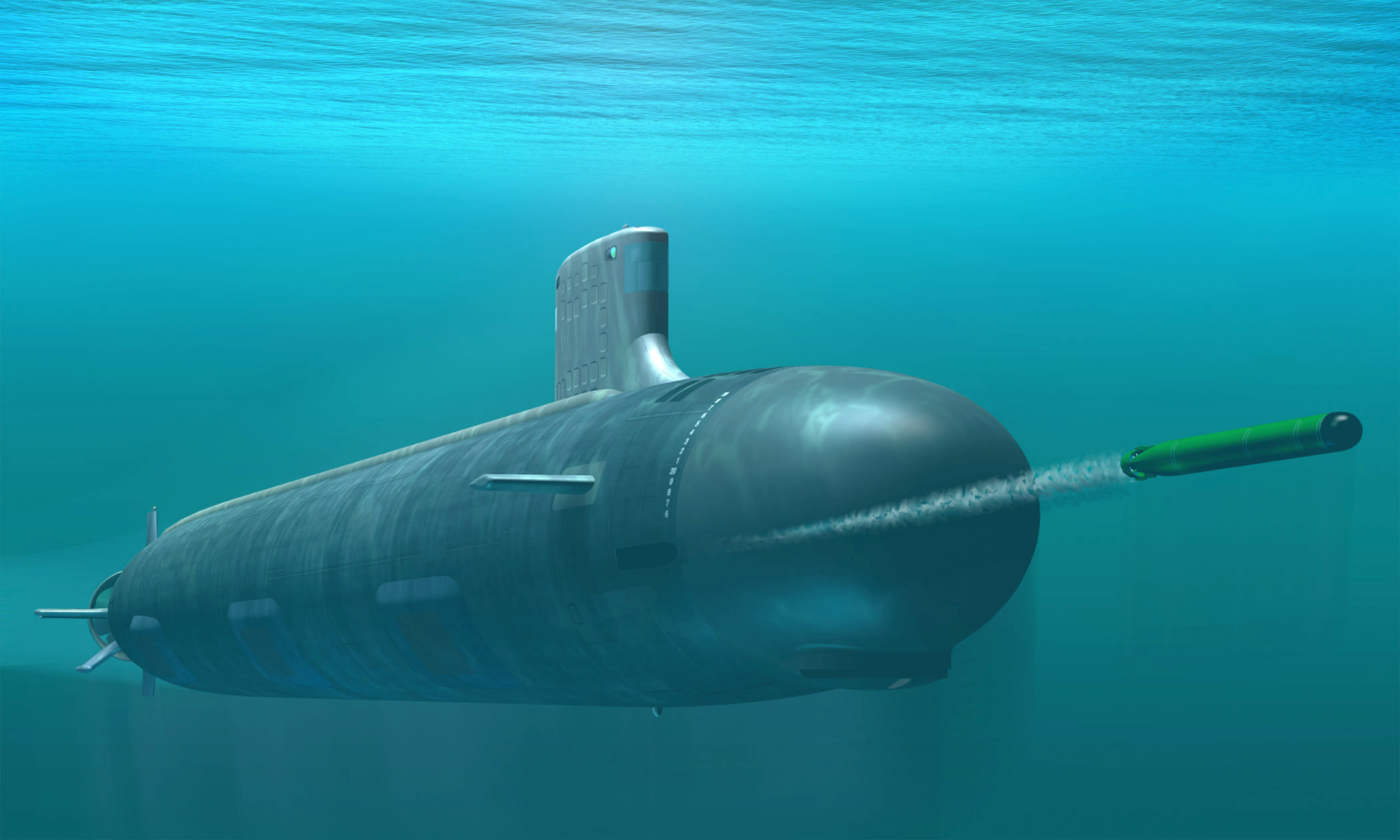
攻擊想像圖

維吉尼亞級由企業設計，General Dynamic Electric Boat公司和Northrop Grumman Newport News公司接下建造生意（只有Newport的造船廠能建造核子船艦），在目前的設計中Newport負責建造船尾、船首、背部、居住與機械艙、魚雷室；Electric Boat負責輪機室、控制室，反應器的備援設施將在最後測試和交貨階段才裝備。O'Rourke 2004年的一篇文中寫到「雖然一年兩艘比一年一艘成本更高，但是能帶來潛在利益」，在他主張的潛在利益中，O'Rourke認為兩套建造設備能在一套廠房受到損壞或災變時（包含被攻擊），還有一套能讓美國繼續建造潛艦。

### 外殼脫落問題
SSN-788科罗拉多号於2020年2月巡航回港時被拍攝到，艦艇中段消聲外殼覆蓋材料大量脫落，通常消聲外殼脫落會導致潛艦最重要的隱蔽性受損，長期高強度航行時是有脫落可能然而多數集中於前端承受水流處，且航行計畫會保持在艇體承受範圍內不讓脫落發生。此次事件關注在於不但脫落發生且發生在中段而非前端，軍事觀察家試圖推測其成因。
“科罗拉多”号是美国海军的第15艘弗吉尼亚级核潜艇，也是第5艘经过升级改进的Block-III型，屬於2018年3月加入美国海军服役中較新一批。

## 建造計畫
- 建造者：GD Electric Boat公司和Northrop Grumman Newport News公司
- 成本：1994年預計平均15億美元一艘（30艘；每年2艘），實際成本26億美元一艘（2012年物價）

## 同級艦艇

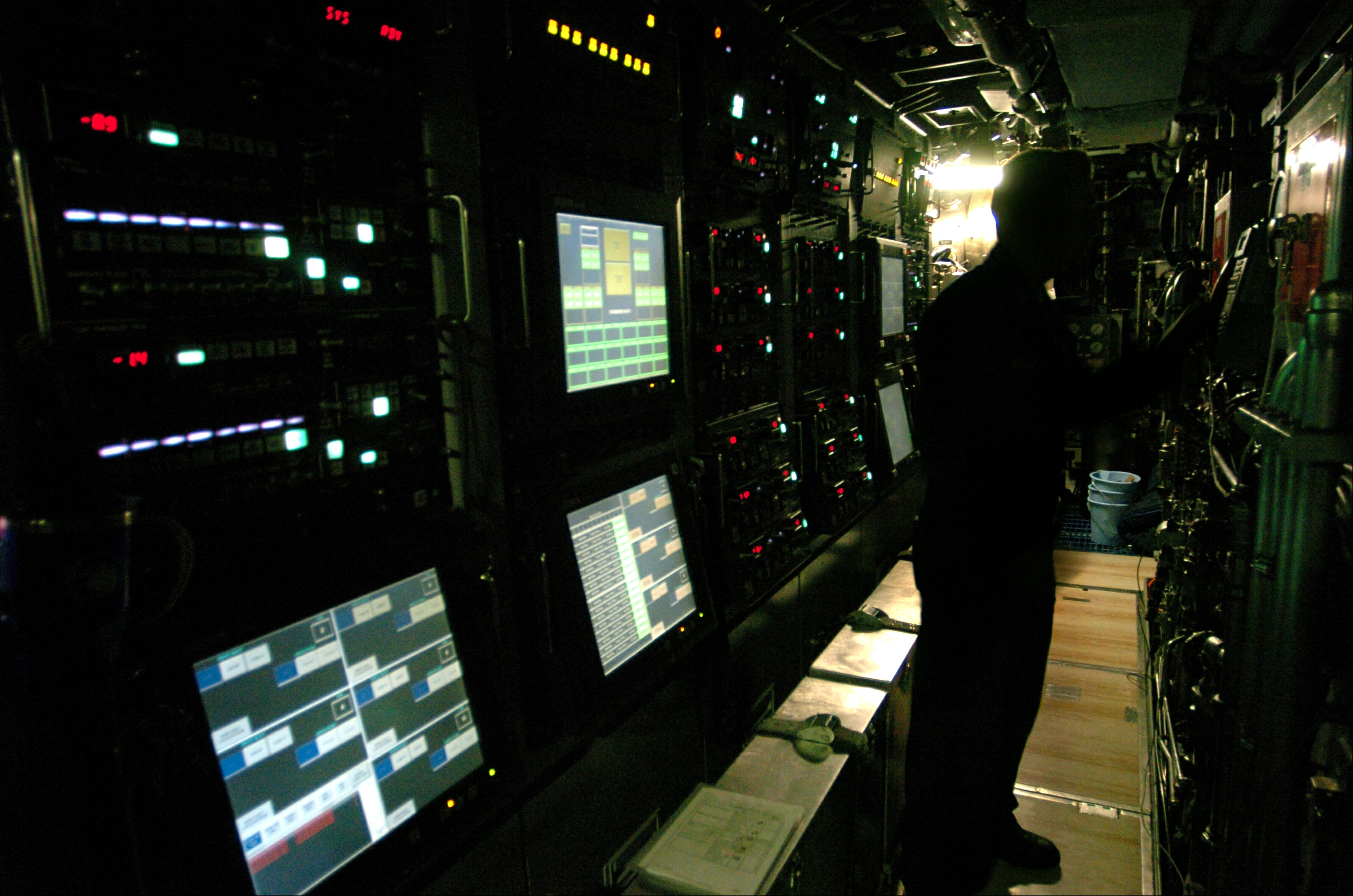
電腦化的魚雷室

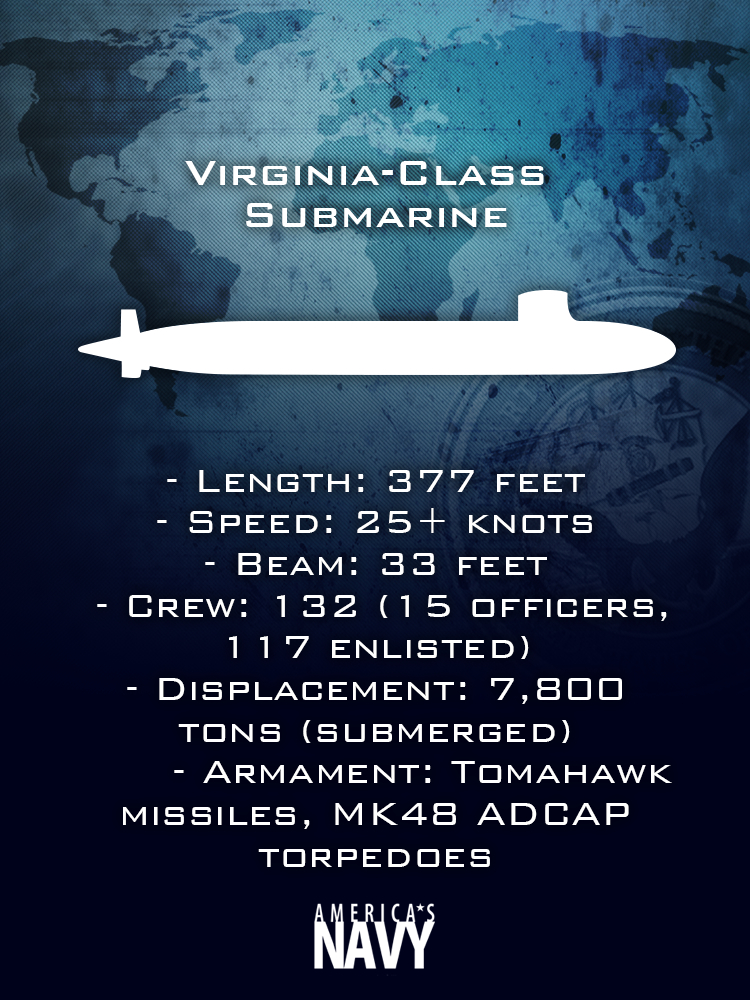
弗吉尼亚级官方宣傳冊

| 舷號    | 艇名            | 下水時間       | 服役時間       | 母港             | 現狀   |
| I型     | I型             | I型            | I型            | I型              | I型    |
| ------- | --------------- | -------------- | -------------- | ---------------- | ------ |
| SSN-774 | 維吉尼亞號      | 2003年8月16日  | 2004年10月23日 | 康乃狄克州格羅頓 | 已服役 |
| SSN-775 | 德克薩斯號      | 2005年4月9日   | 2006年9月9日   | 夏威夷珍珠港     | 已服役 |
| SSN-776 | 夏威夷號        | 2006年6月17日  | 2007年5月5日   | 夏威夷珍珠港     | 已服役 |
| SSN-777 | 北卡羅萊納號    | 2007年5月5日   | 2008年5月3日   | 夏威夷珍珠港     | 已服役 |
| II型    |                 |                |                |                  |        |
| SSN-778 | 新罕布什爾號    | 2008年2月21日  | 2008年10月25日 | 康乃狄克州格羅頓 | 已服役 |
| SSN-779 | 新墨西哥號      | 2009年1月18日  | 2010年3月27日  | 康乃狄克州格羅頓 | 已服役 |
| SSN-780 | 密蘇里號        | 2009年11月20日 | 2010年7月31日  | 夏威夷珍珠港     | 已服役 |
| SSN-781 | 加利福尼亞號    | 2010年11月14日 | 2011年10月29日 | 康乃狄克州格羅頓 | 已服役 |
| SSN-782 | 密西西比號      | 2011年12月10日 | 2012年6月3日   | 夏威夷珍珠港     | 已服役 |
| SSN-783 | 明尼蘇達號      | 2012年11月10日 | 2013年9月7日   | 康乃狄克州格羅頓 | 已服役 |
| III型   |                 |                |                |                  |        |
| SSN-784 | 北達科他號      | 2013年9月15日  | 2014年10月25日 | 康乃狄克州格羅頓 | 已服役 |
| SSN-785 | 約翰·華納號     | 2014年9月10日  | 2015年8月1日   | 弗吉尼亞州諾福克 | 已服役 |
| SSN-786 | 伊利諾號        | 2015年8月8日   | 2016年10月29日 | 康乃狄克州格羅頓 | 已服役 |
| SSN-787 | 華盛頓號        | 2016年4月13日  | 2017年10月7日  | 弗吉尼亞州諾福克 | 已服役 |
| SSN-788 | 科羅拉多號      | 2016年12月29日 | 2018年3月17日  | 康乃狄克州格羅頓 | 已服役 |
| SSN-789 | 印第安納號      | 2017年6月9日   | 2018年9月28日  | 康乃狄克州格羅頓 | 已服役 |
| SSN-790 | 南達科他號      | 2017年10月14日 | 2019年2月2日   | 康乃狄克州格羅頓 | 已服役 |
| SSN-791 | 特拉華號        | 2018年12月17日 | 2020年4月4日   | 康乃狄克州格羅頓 | 已服役 |
| IV型    |                 |                |                |                  |        |
| SSN-792 | 佛蒙特號        | 2019年3月29日  | 2020年4月18日  | 康乃狄克州格羅頓 | 已服役 |
| SSN-793 | 俄勒岡號        | 2020年6月25日  | 2022年5月28日  | 康乃狄克州格羅頓 | 已服役 |
| SSN-794 | 蒙大拿號        | 2021年2月8日   | 2022年6月25日  | 弗吉尼亞州諾福克 | 已服役 |
| SSN-795 | 海曼·G·李高佛號 | 2021年8月26日  | 2023年10月14日 | 康乃狄克州格羅頓 | 已服役 |
| SSN-796 | 新澤西號        | 2022年4月14日  | 2024年9月14日  | 弗吉尼亞州諾福克 | 已服役 |
| SSN-797 | 艾奧瓦號        | 2023年6月18日  | 2025年4月5日   | 康乃狄克州格羅頓 | 已服役 |
| SSN-798 | 麻薩諸塞號      | 2024年2月23日  |                | 弗吉尼亞州諾福克 | 已下水 |
| SSN-799 | 愛達荷號        | 2024年8月6日   |                | 康乃狄克州格羅頓 | 已下水 |
| SSN-800 | 阿肯色號        | 2024年12月7日  |                | 弗吉尼亞州諾福克 | 已下水 |
| SSN-801 | 猶他號          |                |                | 康乃狄克州格羅頓 | 建造中 |
| V型     |                 |                |                |                  |        |
| SSN-802 | 奧克拉荷馬號    |                |                | 弗吉尼亞州諾福克 | 建造中 |
| SSN-803 | 亞利桑那號      |                |                | 康乃狄克州格羅頓 | 建造中 |
| SSN-804 | 魮魚號          |                |                | 弗吉尼亞州諾福克 | 建造中 |
| SSN-805 | 刺尾鯛號        |                |                | 康乃狄克州格羅頓 | 建造中 |
| SSN-806 | 棘鰆號          |                |                | 弗吉尼亞州諾福克 | 建造中 |
| SSN-807 | 銀漢魚號        |                |                | 弗吉尼亞州諾福克 | 建造中 |
| SSN-808 | 約翰·H·道頓號   |                |                | 康乃狄克州格羅頓 | 已下訂 |
| SSN-809 | 長島號          |                |                | 弗吉尼亞州諾福克 | 已下訂 |
| SSN-810 | 三藩市號        |                |                | 康乃狄克州格羅頓 | 已下訂 |
| SSN-811 | 邁阿密號        |                |                | 弗吉尼亞州諾福克 | 已下訂 |
| SSN-812 | 巴爾的摩號      |                |                | 康乃狄克州格羅頓 | 已下訂 |
| SSN-813 | 亞特蘭大號      |                |                | 康乃狄克州格羅頓 | 已下訂 |
| VI型    |                 |                |                |                  |        |
| SSN-814 | 波多馬克號      |                |                |                  | 已下訂 |
| SSN-815 | 諾福克號        |                |                |                  | 已下訂 |
| SSN-816 | 布魯克林號      |                |                |                  | 已下訂 |

### Block IV
預計於2014年財政年度開始編列預算，艦舷番號預計表定為SSN-792至SSN-801
- 佛蒙特號（SSN-792），2014年9月18日命名
- 奧勒岡號（SSN-793），2014年10月10日命名
- 蒙大拿號（SSN-794），2015年9月3日命名
- 海曼.G.裏科弗號（SSN-795），2015年1月9日命名
- 紐澤西號（SSN-796），2015年5月24日命名
- 愛荷華號（SSN-797），2015年9月2日命名
- 馬薩諸塞號（SSN-798），2015年11月8日命名
- 愛達荷號（SSN-799），2015年8月23日命名
- 阿肯色號（SSN-800），2016年6月15日命名
- 猶他號（SSN-801），2015年9月28日命名

### Block V
艦舷番號暫時預計表定為SSN-802至SSN-811，考慮安裝能夠增加四具大型垂直發射管的Virginia Payload Module（VPM）以增加維吉尼亞級的重型武器酬載量。另外相較之前批次的維吉尼亞級潛艦，Block V批次維吉尼亞級核子潛艦將針對機房採用靜音技術，採用大型垂直監測陣（vertical array,VLA），並在船體外殼額外增加靜音塗層，預計改良過的Block V批次維吉尼亞級核子潛艦，將於2020年左右開始進行部署，並會將改良過的設計反饋至較早期批次的維吉尼亞級核子潛艦改良計畫。
- 奧克拉荷馬號（SSN-802），2019年12月24日命名
- 亞利桑那號（SSN-803），2019年12月24日命名
- 魮魚號（SSN-804），2020年10月13日命名
- 刺尾鯛號（SSN-805），2020年11月19日命名
- 棘鰆號（SSN-806），2020年11月19日命名
- 銀漢魚號（SSN-807），2021年1月15日命名
- 約翰·H·道頓號（SSN-808），2023年2月28日命名
- 三藩市號（SSN-809），2023年5月23日命名
- 長島號（SSN-810），2023年10月3日命名
- 邁阿密號（SSN-811），2024年5月8日命名
- 巴爾的摩號（SSN-812），2024年9月20日命名
- 亞特蘭大號（SSN-813），2024年10月10日命名

### Block VI
- 波多馬克號（SSN-814）
- 諾福克號（SSN-815）
- 布魯克林號（SSN-816）